# Julius Stern (musicista)
Julius Stern (Breslavia, 8 agosto 1820 – Berlino, 27 febbraio 1883) è stato un docente e compositore tedesco di origine ebrea.

## Biografia
Stern nacque a Breslavia. Ricevette la prima educazione elementare in musica dal violinista Peter Lüstner e all'età di nove anni suonava nei concerti. Nel 1832 i suoi genitori si trasferirono a Berlino, dove Stern studiò prima con Ludwig Wilhelm Maurer, Moritz Ganz e Léon de Saint-Lubin e in seguito con Carl Friedrich Rungenhagen alla Königliche Akademie der Künste. Come risultato di diverse composizioni che aveva scritto mentre era allievo dell'Accademia, il re Federico Guglielmo IV di Prussia, che era un appassionato amante dell'arte, concesse a Stern uno stipendio che gli consentì di proseguire gli studi. Andò a Dresda, dove ricevette un'istruzione da Johann Aloys Miksch e quindi a Parigi, dove successivamente fu nominato capo della Deutscher Gesangverein Society. Mentre era in quest'ultima città diresse, tra le altre opere, le musiche di scena di Mendelssohn per l'Antigone di Sofocle.
Nel 1846 Stern tornò a Berlino, dove, l'anno successivo, fondò la Stern Gesangverein. La prima rappresentazione dell'oratorio di Mendelssohn Elia (ottobre 1847) affermò la reputazione di Stern come uno dei principali direttori del suo tempo e il suo coro aumentò costantemente di dimensioni ed efficienza, così che il repertorio della società presto abbracciò non solo le opere tradizionali di Handel, Haydn e Bach, ma anche quelle dei compositori contemporanei. Nel 1872 la Gesangverein celebrò il suo venticinquesimo anniversario con un grande entusiasmo; due anni dopo Stern fu costretto a dimettersi dalla direzione a causa di problemi di salute.
Di importanza ancora maggiore per lo sviluppo della musica fu il Conservatorio Stern, fondato congiuntamente nel 1850 da Stern, Theodor Kullak e Adolf Bernhard Marx. Per le dimissioni di Kullak nel 1855 e di Marx nel 1857, Stern divenne proprietario unico dell'istituzione, che gestì fino alla sua morte. Dal 1869 al 1871 diresse l'Orchestra Filarmonica di Berlino e dal 1873 al 1874 i concerti nella Reichshalle, dove trovò l'opportunità di realizzare la sua idea preferita di portare al pubblico le opere di giovani musicisti di talento. Nel 1849 ricevette il titolo di "Direttore musicale reale" e nel 1860 quello di "Professore".
Stern morì a Berlino nel 1883, all'età di 62 anni.